# Dinastia Dăneștilor
Dinastia Dăneștilor a fost una dintre cele două linii principale de descendenți din Țara Românească a familiei Basarabilor. Această parte a Basarabilor erau ai domnitorului Dan I al Țării Românești, fratele lui Mircea cel Bătrân. Erau adversarii Drăculeștilor. Certurile pentru domnie dintre cele două linii ale Basarabilor au marcat negativ pentru multă vreme viața politică din Țara Românească.
La sfârșitul secolului al XV-lea, linia Dăneștilor s-a stins pe linie bărbătească, așa încât boierii Craiovești, înrudiți cu aceștia, le-au luat locul în disputa cu Drăculeștii.

## Reprezentanți
- Dan I (1383 - 1386)
- Vlad I Uzurpatorul (1495-1496)
- Dan al II-lea (1422 - 1426, 1427- 1431)
- Basarab al II-lea (1442 - 1443)
- Vladislav al II-lea (1447 - 1448, 1448 - 1456)
- Basarab Laiotă cel Bătrân  (1473 - 1477, cu întreruperi)
- Basarab cel Tânăr Țepeluș (1477 - 1481, 1481 - 1482)
- Vladislav al III-lea (1523, 1524, 1525)
- Moise Vodă (1529 - 1530)

De asemenea, din această familie a făcut parte și Dan al III-lea (fiu al lui Dan al II-lea), pretendent la tronul Țării Românești, ucis în 1460.